# Salix carmanica
Salix carmanica là một loài thực vật có hoa trong họ Liễu. Loài này được Bornm. miêu tả khoa học đầu tiên năm 1915.